# Torre del Mangia

Torre del Mangia

Torre del Mangia, wieża i dzwonnica na Piazza del Campo w Sienie o wysokości 102 metry. Zbudowana w latach 1338–1348 na podstawie projektu Lippa Memmi, sieneńskiego malarza. Nazwa pochodzi prawdopodobnie od pierwszego strażnika i dzwonnika Giovanniego di Balduccio, który ze względu na swe lenistwo otrzymał przydomek  mangiaguadagni (zjadacz zarobków). Dzwon na wieży dawniej dzwonił na koniec dnia roboczego oraz wtedy, kiedy były otwierane i zamykane bramy miasta.
Na wieżę, z której roztacza się wspaniały widok na Piazza del Campo i cała Sienę i okolicę, prowadzą 503 stopnie.